# خطر شغلی

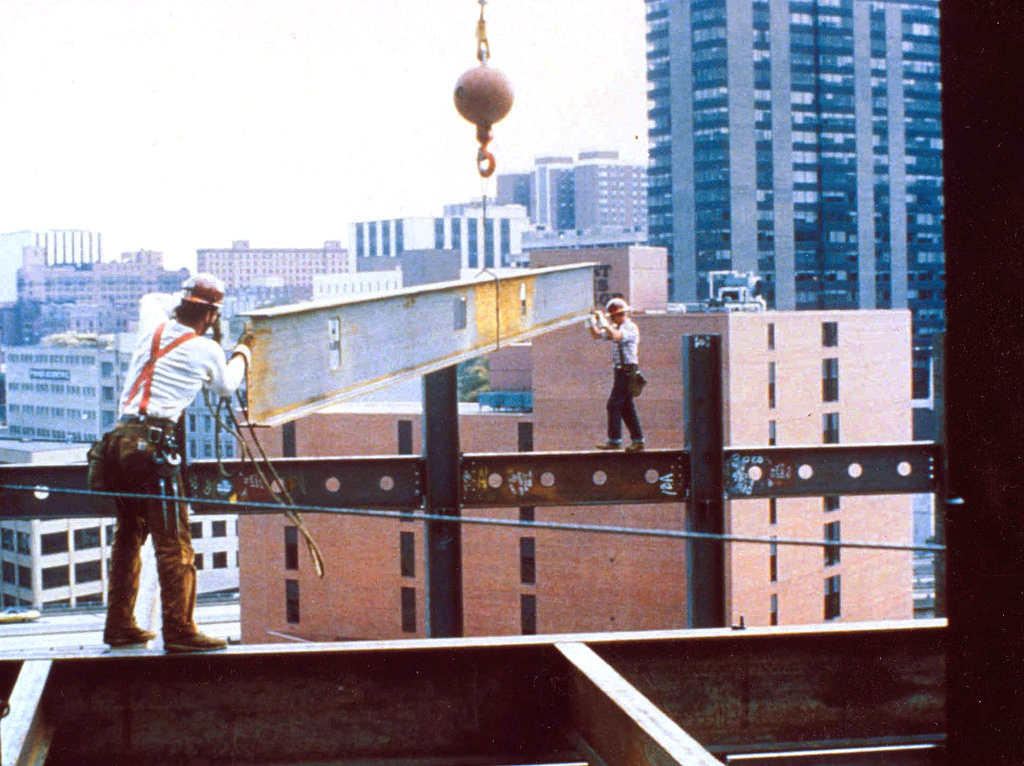
کارگران ساختمانی در ارتفاع بدون تجهیزات ایمنی مناسب

خطر شغلی (به انگلیسی: Occupational hazard) خطری است که در محل کار تجربه می‌شود. این خطرها شامل انواع مختلفی از خطرها، از جمله خطرهای شیمیایی، خطرهای زیستی، خطرهای روانی-اجتماعی، و خطرهای فیزیکی است. در ایالات متحده، مؤسسه ملی ایمنی و بهداشت شغلی (NIOSH) پژوهش‌هایی را در محل کار انجام می‌دهد که به خطرهای ایمنی و سلامت محیط کار می‌پردازد که سبب تهیه دستورالعمل‌هایی می‌شود. اداره ایمنی و بهداشت شغلی (OSHA) استانداردهای قابل اجرا را برای جلوگیری از آسیب‌ها و بیماری‌های محل کار ایجاد می‌کند. در اتحادیه اروپا، نقش مشابهی توسط EU-OSHA ایفا می‌شود.
خطر شغلی، به عنوان یک اصطلاح، خطرهای بلندمدت و کوتاه‌مدت مرتبط با محیط کار را نشان می‌دهد. این یک رشته تحصیلی در زمینه ایمنی و بهداشت حرفه‌ای و بهداشت عمومی است. خطرهای کوتاه‌مدت ممکن است شامل آسیب فیزیکی (به عنوان مثال، چشم، پشت، سر و غیره) باشد، در حالی که خطرهای بلندمدت ممکن است افزایش خطر ابتلا به بیماری‌های شغلی، مانند سرطان یا بیماری قلبی باشد. به‌طور کلی، اثرات نامطلوب سلامتی ناشی از خطرهای کوتاه‌مدت برگشت‌پذیر هستند، در حالی که اثرات ناخوشایند ناشی از خطرهای بلندمدت برگشت‌ناپذیر هستند.